# Oued Laou
Oued Laou (arabiska: واد لو) är en stad i Marocko.   Den ligger i provinsen Tétouan och regionen Tanger-Tétouan-Al Hoceïma, i den norra delen av landet, 220 km nordost om huvudstaden Rabat. Antalet invånare var 9 665 vid folkräkningen 2014.